# Casa al carrer Joaquim Vayreda, 3 (Olot)
La Casa al carrer Joaquim Vayreda, 3 és una obra d'Olot (Garrotxa) inclosa a l'Inventari del Patrimoni Arquitectònic de Catalunya.

## Descripció
És una casa entre mitgeres de planta rectangular i teulat a dues aigües. Disposa de planta baixa, pis i golfes; els murs varen ser estucats imitant grans blocs de pedra. La planta té tres finestrals finament emmarcats per un únic guardapols i la porta d'accés descentrada, amb una àmplia reixa de ventilació. El primer pis disposa de balcó central, sostingut per quatre mènsules ornades amb motius vegetals i les portes d'accés emmarcades per estuc i coronades per un entaulament. A les golfes s'alternen les mènsules que sostenen el teulat amb les finestres de ventilació i les finestres cegades amb funció purament ornamental. Sota el teulat hi ha una decoració amb cassetons i flors.

## Història
A principis de la nostra centúria conviuran a Olot el Modernisme i el Noucentisme; aquest darrer, amb diferents corrents i contradiccions, tindrà la seva puntual aplicació a la capital de la Garrotxa. L'ala més típica i normativa és representada pel Grup Escolar Malagrida i la Biblioteca Popular de la Mancomunitat, avui desapareguda. Un altre corrent noucentista s'entronca amb l'arquitectura europea del moment i està representada per l'arquitecte Rafael Masó. Hi ha un tercer grup que accentua els aspectes eclèctics, historicistes i fins i tot acadèmics.